# Tour 40 dibujos
Es la segunda gira que realizó la banda de rock argentino Divididos. Comenzó el 15 de junio de 1989 y terminó el 22 de enero de 1991. Fue realizada para presentar su primer disco, que se titula 40 dibujos ahí en el piso. Es la primera y única gira que realizan con Gustavo Collado, mientras que los dos últimos shows, que tuvieron lugar el 21 y 22 de enero de 1991 en el estadio de River, fueron realizados bajo el Festival Rock & Pop 1991 con Federico Gil Solá como baterista de la banda. Se destaca por el estreno de temas que serían incluidos luego en su segundo disco, tales como El 38 y Sábado, entre otros. Otro hecho destacado fue la partida de Gustavo Collado luego de un show en Cemento.

## Lanzamiento del disco y gira

### 1989
En los primeros meses de 1989 sale el primer disco de la banda, que se llama 40 dibujos ahí en el piso. Cuenta con la participación de Marcelo Rodríguez, alias Gillespi, con quien tocaron el tema De qué diario sos. Incluye una versión del tema de The Doors que se llama Light my fire. También tiene un poema hecho canción. Se llama Los hombres huecos, y está inspirado en dicho poema de Thomas Elliot. Este disco es presentado en sociedad el día 15/06/1989 en Cemento, donde tocaron el año anterior. En el recital, la banda estrenó temas de lo que en el año 1991 sería Acariciando lo áspero, el segundo disco de la banda. Hicieron también varios temas de la mítica banda Sumo, aquella que se separó como dijimos antes en 1987 debido al deceso de Luca Prodan. Sobre el final del show, se unieron los músicos de Las Pelotas para tocar con ellos los temas Que me pisen y Stand by me. Este fue un recital histórico para todos los fanes que estuvieron allí. El 23 de junio, la banda debuta por primera vez en Halley. Dos meses después tocaron en Detroit Disco, en Skylab, en el estadio Obras y en el Centro Parakultural. El segundo recital se denominó ParaBienal, en repudio a la Bienal del Arte. El 9 de septiembre tocan en Satisfaction Pub, donde Los Redondos harían lo propio el 29 y 30 de septiembre y luego el 20, 21, 27 y 28 de octubre de ese año, sumadas a las del 26 y 27 de agosto. El día 6 de octubre tocan en el Teatro Presidente Alvear. Justo ese día se produjo el debut de Adrián Barilari como cantante de la legendaria banda de heavy metal argentino Rata Blanca, que tuvo lugar en la Federación Argentina de Box. Despiden el año tocando el día 6 de diciembre en la discoteca Cemento.

### 1990
Comienzan el año 1990 tocando el 13 y 17 de enero en el Teatro Arpegios y en el Lawn Tennis Club de Villa Gesell respectivamente. La gira costera continuó con shows en Necochea (19 de enero), Miramar (20 de enero), Pinamar (21 de enero) y Mar del Plata (4 de febrero). Los recintos elegidos para la gira costera fueron el Club Huracán, el Teatro Oasis, el Teatro Gran Rex y Bombay. El 5 y 26 de mayo tocan por tercera vez en la discoteca Cemento, donde habían tocado en 1988 y 1989. Ese mismo día tocaron Los Redondos en el estadio de Aldosivi en la presentación de su cuarto disco de estudio, que se titula ¡Bang! ¡Bang!... Estás liquidado. El 9 de junio se produce el regreso de la banda a esa discoteca, y justo tocaban Los Redondos en el Parque Sarmiento, lugar donde tocaría Rata Blanca en 1991, Los Piojos en 1997, La Renga en ese mismo año, nuevamente Los Piojos en 1998, Horcas, Pantera, Bersuit y Divididos en ese año y Almafuerte y Visceral también en ese año. 21 días después hicieron lo suyo en el Teatro Arlequines. El 11 de agosto tocan en La Cueva. En diciembre, la banda despide el año tocando el día 22 nuevamente en Cemento, con la noticia de la partida de Gustavo Collado después de haber finalizado el recital. Ese día tocaron Los Redondos en el estadio Obras, haciendo el show n° 11 en ese estadio. Justo Soda Stereo hizo lo suyo en el estadio de Vélez en su Gira Animal.

### 1991
Comienzan el año 1991 con el agregado de un nuevo baterista. Este se llama Federico Gil Solá, es un argentino que residió en Nueva York durante un tiempo. Su debut como baterista de la banda se produce los días 21 y 22 de enero, en un festival organizado por la radio Rock & Pop, que tuvo lugar en el estadio de River. Se cumplieron 6 años desde que se inició la radio. En la primera fecha del festival, además de Divididos, participaron Joe Cocker (fallecido 23 años después), Billy Idol, Prince y Robert Plant. La segunda fecha fue encabezada por Divididos, mientras que la otra banda que tocó fue INXS.

## Conciertos
| Fecha                   | Ciudad        | País      | Recinto                  |
| ----------------------- | ------------- | --------- | ------------------------ |
| América del Sur         |               |           |                          |
| 15 de junio de 1989     | Buenos Aires  | Argentina | Cemento                  |
| 23 de junio de 1989     | Buenos Aires  | Argentina | Halley Discotheque       |
| 5 de agosto de 1989     | Buenos Aires  | Argentina | Detroit Disco            |
| 11 de agosto de 1989    | San Justo     | Argentina | Skylab                   |
| 12 de agosto de 1989    | Buenos Aires  | Argentina | Estadio Obras Sanitarias |
| 19 de agosto de 1989    | Buenos Aires  | Argentina | Centro Parakultural      |
| 9 de septiembre de 1989 | Buenos Aires  | Argentina | Satisfaction Pub         |
| 6 de octubre de 1989    | Buenos Aires  | Argentina | Teatro Presidente Alvear |
| 6 de diciembre de 1989  | Buenos Aires  | Argentina | Cemento                  |
| 13 de enero de 1990     | Buenos Aires  | Argentina | Teatro Arpegios          |
| 17 de enero de 1990     | Villa Gesell  | Argentina | Lawn Tennis Club         |
| 19 de enero de 1990     | Necochea      | Argentina | Club Huracán             |
| 20 de enero de 1990     | Miramar       | Argentina | Teatro Gran Rex          |
| 21 de enero de 1990     | Pinamar       | Argentina | Teatro Oasis             |
| 4 de febrero de 1990    | Mar del Plata | Argentina | Bombay                   |
| 5 de mayo de 1990       | Buenos Aires  | Argentina | Cemento                  |
| 26 de mayo de 1990      | Buenos Aires  | Argentina | Cemento                  |
| 9 de junio de 1990      | Buenos Aires  | Argentina | Cemento                  |
| 30 de junio de 1990     | Buenos Aires  | Argentina | Teatro Arlequines        |
| 11 de agosto de 1990    | Buenos Aires  | Argentina | La Cueva                 |
| 22 de diciembre de 1990 | Buenos Aires  | Argentina | Cemento                  |
| 21 de enero de 1991     | Buenos Aires  | Argentina | Estadio River Plate      |
| 22 de enero de 1991     | Buenos Aires  | Argentina | Estadio River Plate      |

## Formación durante la primera parte de la gira
- Ricardo Mollo - Voz y guitarra eléctrica (1988-Actualidad)
- Diego Arnedo - Bajo (1988-Actualidad)
- Gustavo Collado - Batería (1988-1990)

### Formación de los dos shows enRiver
- Ricardo Mollo - Voz y guitarra eléctrica (1988-Actualidad)
- Diego Arnedo - Bajo (1988-Actualidad)
- Federico Gil Solá - Batería (1991-1995)